# Placide Nicod
Pour les articles homonymes, voir Nicod (homonymie).
Placide Nicod, né à Bottens le 29 janvier 1876 et mort à Évian-les-Bains le 1er août 1953, est un médecin, orthopédiste et enseignant vaudois.

## Biographie
Placide Nicod naît le 29 janvier 1876 à Bottens, dans le canton de Vaud. Il est originaire de Malapalud, dans le même canton. Son père, Gustave, est propriétaire terrien et exploitant agricole ; sa mère est née Marie Chiffelle. Il est l'arrière-petit-fils de l'homme politique François-Nicolas Longchamp.
Placide Nicod obtient sa maturité latin-grec à Einsiedeln en 1895, puis sa licence (1901) et son doctorat (1908) en médecine à Lausanne.
Médecin-adjoint (1903-1905), Placide Nicod devient médecin-directeur de l'Hospice orthopédique de Lausanne de 1905 à 1948. Privat-docent d'orthopédie de 1913 à 1931 à l'Université de Lausanne, Placide Nicod est ensuite professeur extraordinaire d'orthopédie, de chirurgie orthopédique (1931-1947) et de physiothérapie (1935-1947). Placide Nicod est doyen de la Faculté de médecine de 1942 à 1944.
Décoré Chevalier de la Légion d'honneur, Placide Nicod est l'auteur d'études publiées dans la Revue suisse de médecine et la Revue médicale de la Suisse romande.

## Autres sources
- Fonds : Famille Nicod (1545 - 2005) [20,85 mètres linéaires].  Cote : CH-000053-1 PP 642. Archives cantonales vaudoises (présentation en ligne).
- « Placide Nicod », sur la base de données des personnalités vaudoises sur la plateforme « Patrinum » de la Bibliothèque cantonale et universitaire de Lausanne.
- « Placide Nicod » dans le Dictionnaire historique de la Suisse en ligne.
- DHBS, Vol. 5, p. 141
- "Placide Nicod : un pionnier de l'orthopédie moderne" / Michel Gross, passim
- Dictionnaire des professeurs de l'Université de Lausanne, p. 918-919 (illustration, p. 918)